# 生田俊平
生田 俊平（いくた しゅんぺい、1998年4月3日 - ）は、日本の俳優。青森県つがる市出身。所属事務所はミシェルエンターテイメント。

## 略歴
実家は釣具店。青森山田高等学校在学中は野球部に所属し、甲子園出場を経験した。レギュラーはつかめなかったが、2年秋の明治神宮野球大会では代打で決勝打を放った。仙台大学に進学後も野球部に所属していたが途中で断念し、在学中に俳優を志し、卒業後は芸能事務所の養成所に通って演技のレッスンを受けた。
2022年、7月8日公開映画『モエカレはオレンジ色』で映画初出演。同年、朝日放送テレビ制作の「第104回全国高等学校野球選手権大会中継」内で11日間にわたって試合中継の合間に放送された10話構成のミニドラマ『ふたりの背番号4』でテレビドラマ初出演を果たし、俳優デビュー。
2023年、4月WOWOW連続ドラマW-30『ドラフトキング』や10月期TBS系日曜劇場『下剋上球児』など野球部を舞台にした作品に出演し、『下剋上球児』では高倍率のオーディションを勝ち抜いて楡伸次郎役を演じた。
2024年、4月期フジテレビ月9ドラマ『366日』や8月11日から放送のTOKYO MX系ドラマ『サバエとヤッたら終わる』などに出演している。

## 人物
身長170cm。体格の良さと愛嬌のある表情が特徴で、野球経験を生かした役柄が多い。
趣味は激辛料理巡り、特技は野球とアクション。 

## 出演

### テレビドラマ
- ふたりの背番号4（2022年8月6日 - 16日、朝日放送テレビ） - 佐々木俊 役
- ドラフトキング 第1話・第2話・第5話・最終話（2023年4月8日・15日・5月6日・6月10日、WOWOW） - 桂木康生 役[7]
- 下剋上球児（2023年10月15日 - 12月17日、TBS） - 楡伸次郎 役[8]
- 366日 第2話・第3話・第6話・最終話（2024年4月15日・22日・5月13日・6月17日、フジテレビ） - 渡瀬衛 役[9]
- サバエとヤッたら終わる（2024年8月11日 - 、TOKYO MX） - 田村 役
- バントマン（2024年10月12日 - 12月21日、東海テレビ・フジテレビ） - 七海真矢 役[10][11]
- 海に眠るダイヤモンド（2024年10月20日 - 12月22日、TBS）- 鶴岡 役[12][13]
- ノロイヲアゲル 第4話（2025年2月9日・テレビ東京） - 高志 役[14]

### ラジオドラマ
- FMシアター（NHK-FM）
  - 『彼女たちの夜明け』（2025年7月26日、脚本：山田由梨、考証：中村香住・若林佑真）[15] - 大澤翔吾 役[16]

### 映画
- モエカレはオレンジ色（2022年7月8日、監督：村上正典）
- なのに、千輝くんが甘すぎる。（2023年3月3日、監督：新城毅彦）
- サイド・バイ・サイド（2023年4月14日、監督：伊藤ちひろ）
- リボルバー・リリー（2023年8月11日、監督：行定勲）
- 在りのままで咲け（2024年1月27日、監督：松本動）[4][17]

### 舞台
- あの夏、君と出会えて〜幻の甲子園で見た景色〜（2025年8月23日 - 31日〈予定〉、サンシャイン劇場 / 9月6日 - 14日〈予定〉、大阪松竹座 / 9月20日〈予定〉、金沢市文化ホール / 9月23日〈予定〉、広島国際会議場フェニックスホール / 9月26日 - 28日〈予定〉、御園座）[18]

### CM
- ニッスイ おさかなのソーセージ 「カラダづくる青春」篇（2024年2月）